# 陳式武
陳式武（1946年11月20日—），台灣身心障礙作家，省立中興中學畢業。曾創立嵐風雜誌社，後買下全國圖書供應社和遠太出版社，因周轉不周而倒閉。二十四年來均堅持自己的書自己賣的理想。
1987年，陳式武成立「松竹梅」出版社，1990年獲台北市第二屆自強創業楷模。

## 作品節錄
詩：一條路
那是一條路，彎彎曲曲的路，其實是一條金水公路。——新北市，金瓜石。

## 書目
- 《詩影追蹤》 ISBN 9572827804 民94年再版，黃秀雲攝，陳式武作
- 《永恆的奮鬥》
- 《生命的彩虹》

## 參照
1. ↑  臺北市選舉委員會實錄編纂小組. . 臺北市: 臺北市選舉委員會. 1990-06: 859. 政府出版品統一編號：27122790027.
2. ↑  . 人間福報新竹訊. 2009-05-05  [2024-01-18]. （原始内容存档于2024-01-18）.
3. ↑  張念慈. . 聯合新聞網新竹苗栗訊. 2009-05-05  [2016-10-01]. （原始内容存档于2009-05-11）.